# Kobiety na Falach

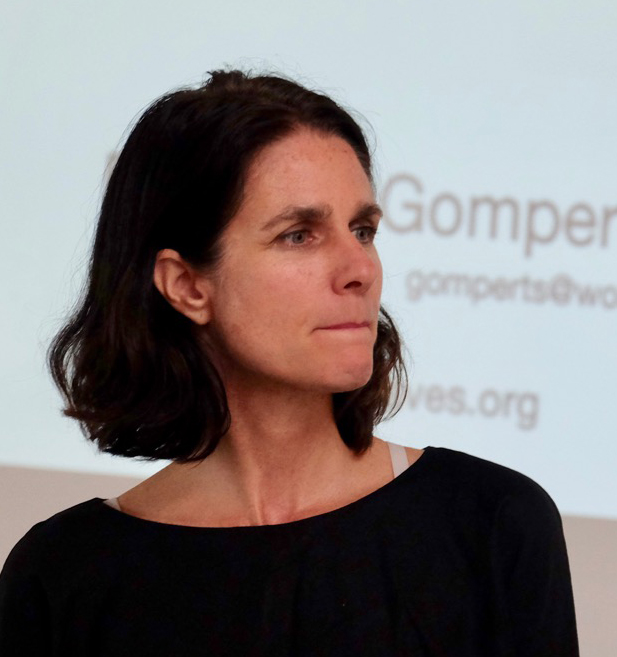
Rebecca Gomperts, Łódź 2017

Kobiety na Falach (ang. Women on Waves) – organizacja działająca na rzecz prawa do aborcji w krajach, gdzie jest ona nielegalna. Organizacja została założona w 1999 roku przez Rebeccę Gomperts, która początkowo pracowała jako lekarka na statkach Greenpeace. Kobiety na falach walczą nie tylko o prawo do legalnej aborcji, ale także o dostęp do antykoncepcji i edukację seksualną. Przeprowadzają na jej temat warsztaty i szkolenia. Posiadają zezwolenie holenderskiego Ministerstwa Zdrowia na przeprowadzanie aborcji farmakologicznej na pełnym morzu lub w Holandii nie później niż do 16 dnia po upływie terminu przewidywanej miesiączki. Organizacja prowadzi gabinet aborcyjny na statku „Langenort”.

## Statek organizacji
Organizacja jest najbardziej znana z zarejestrowanego pod holenderską banderą statku „Langenort”. Okręty na wodach eksterytorialnych obowiązują prawa kraju rejestracji. Tak więc, po odpłynięciu na niewielką odległość od brzegu, na statku tym można legalnie dokonywać aborcji we wczesnym okresie ciąży, co jest legalne według holenderskiego prawa.
„Langenort” był w Polsce na przełomie czerwca i lipca 2003 roku (przypłynął do portu we Władysławowie). Na statku i w porcie przeprowadzono akcję informacyjną ostrzegającą przed niechcianą ciążą.

## Ciekawostki

### Mężczyźni na Falach
W odpowiedzi na wizytę w Polsce statku „Langenort” powstała, w lecie 2003 roku, nieformalna organizacja Mężczyźni na Falach. Ich celem było aktywne propagowanie tzw. ojcostwa społecznego, polegającego na naturalnym zapładnianiu kobiet niepragnących stałych związków z mężczyznami i potrzebujących od nich jedynie nasienia.
Organizacja została założona przez grupę kilku znajomych, którzy sami siebie nazywali „szowinistycznymi samcami”. Nabyli oni stary kuter rybacki MEH-51 „Trygław”, na którym podróżowali latem 2003 i 2004 roku po polskich wodach przybrzeżnych. W odwiedzanych portach oferowali publicznie swoje usługi, wzbudzając sensację w lokalnych mediach oraz wśród wczasowiczów. Ich działalność dostrzegły też media ogólnokrajowe, jak telewizja Polsat oraz tygodniki Przekrój, Polityka, Wprost, Nie.